# Łazienki Królewskie w Warszawie

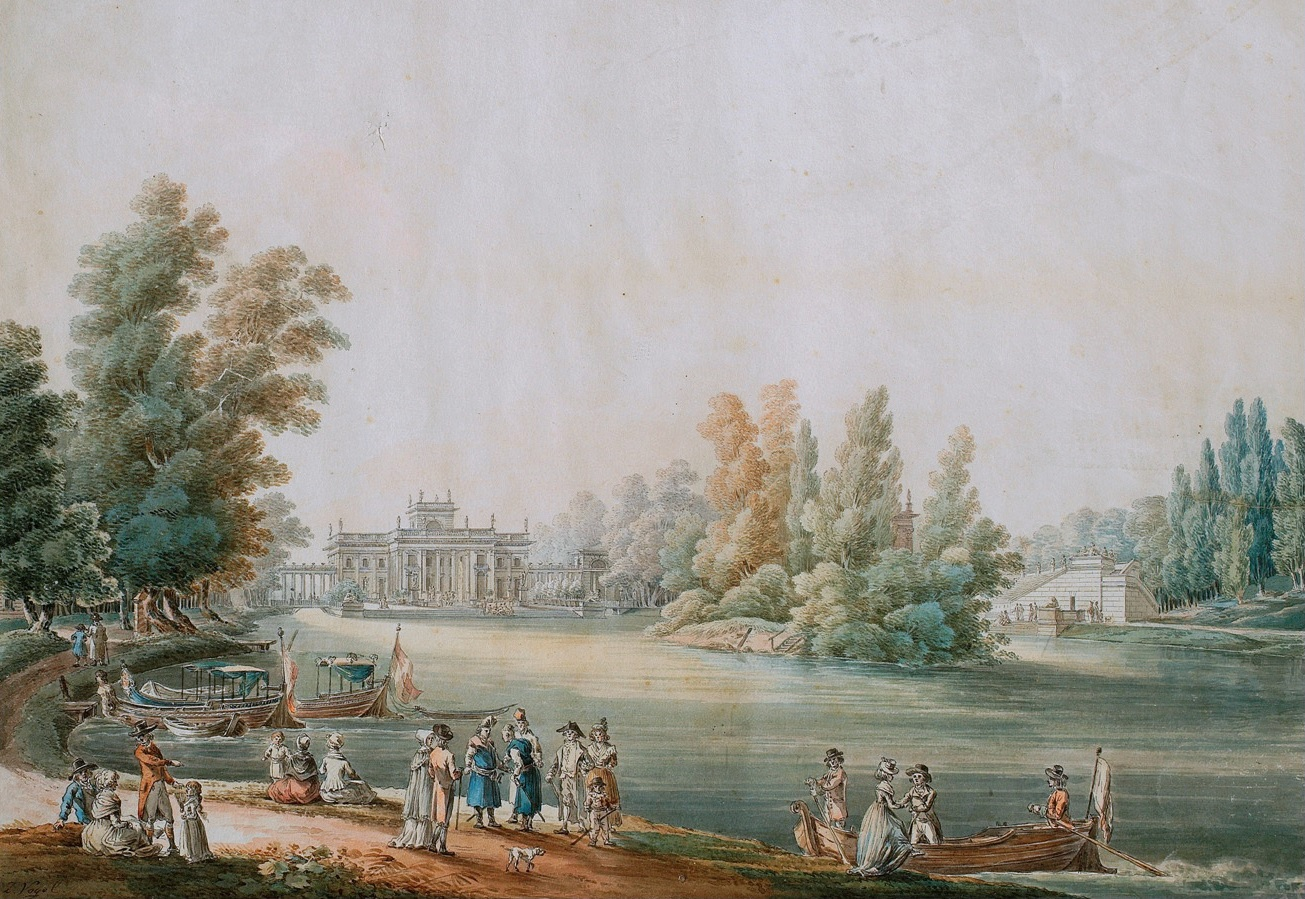
Łazienki na akwareli Zygmunta Vogla, koniec XVIII wieku

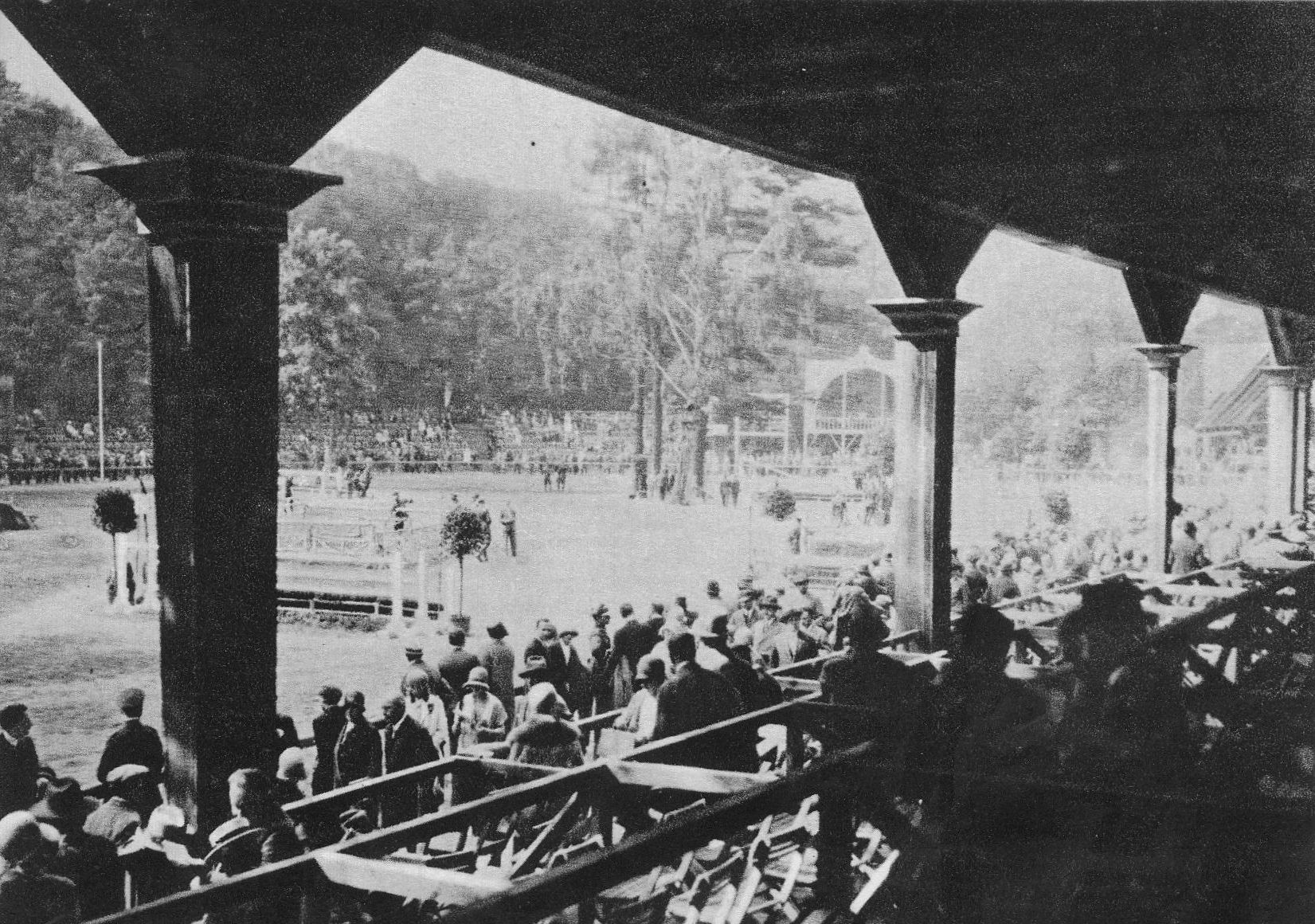
Hipodrom wybudowany w 1927

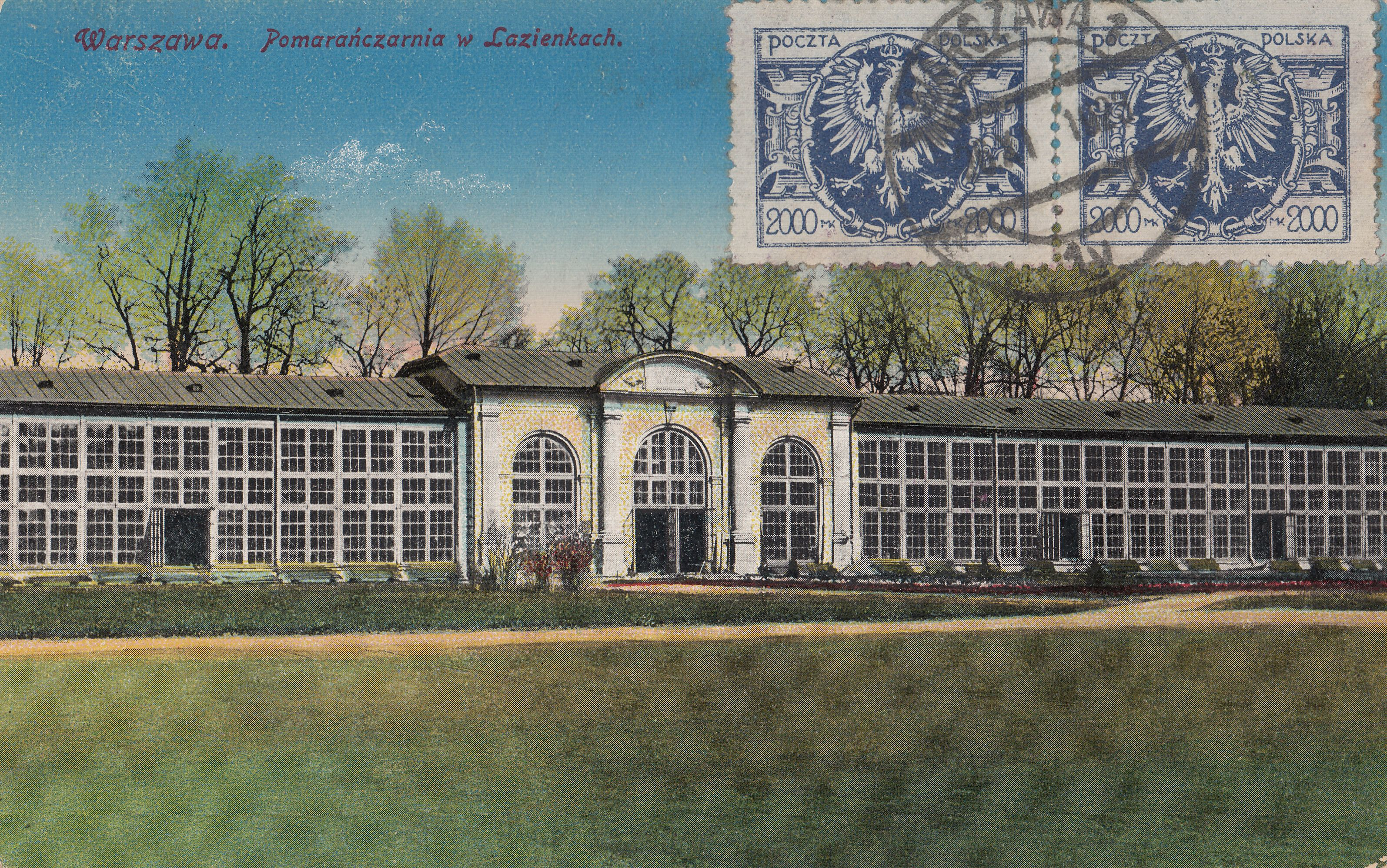
Nieistniejący pawilon wzniesiony dla przechowywania kolekcji drzew egzotycznych z Nieborowa

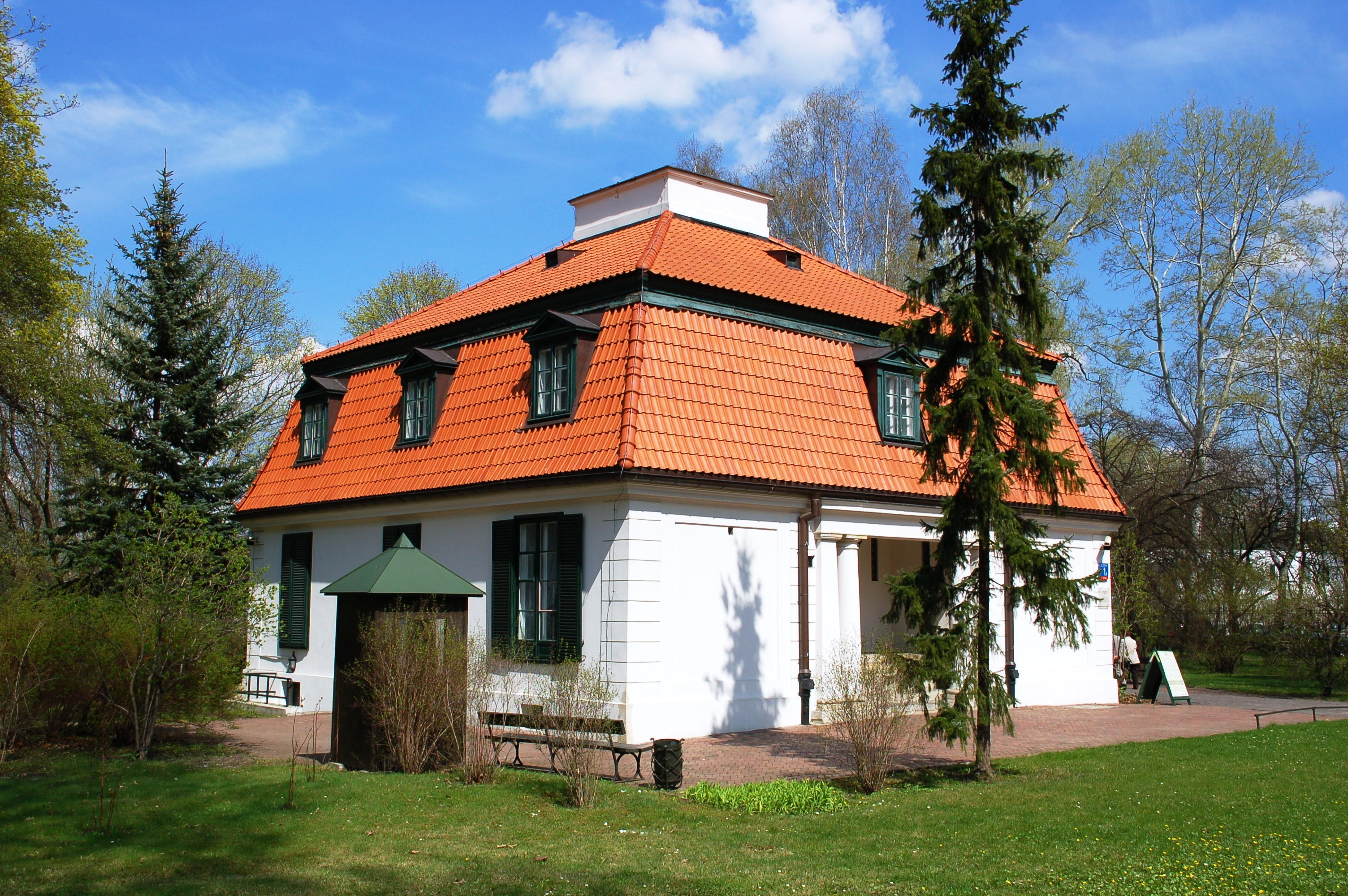
Ermitaż

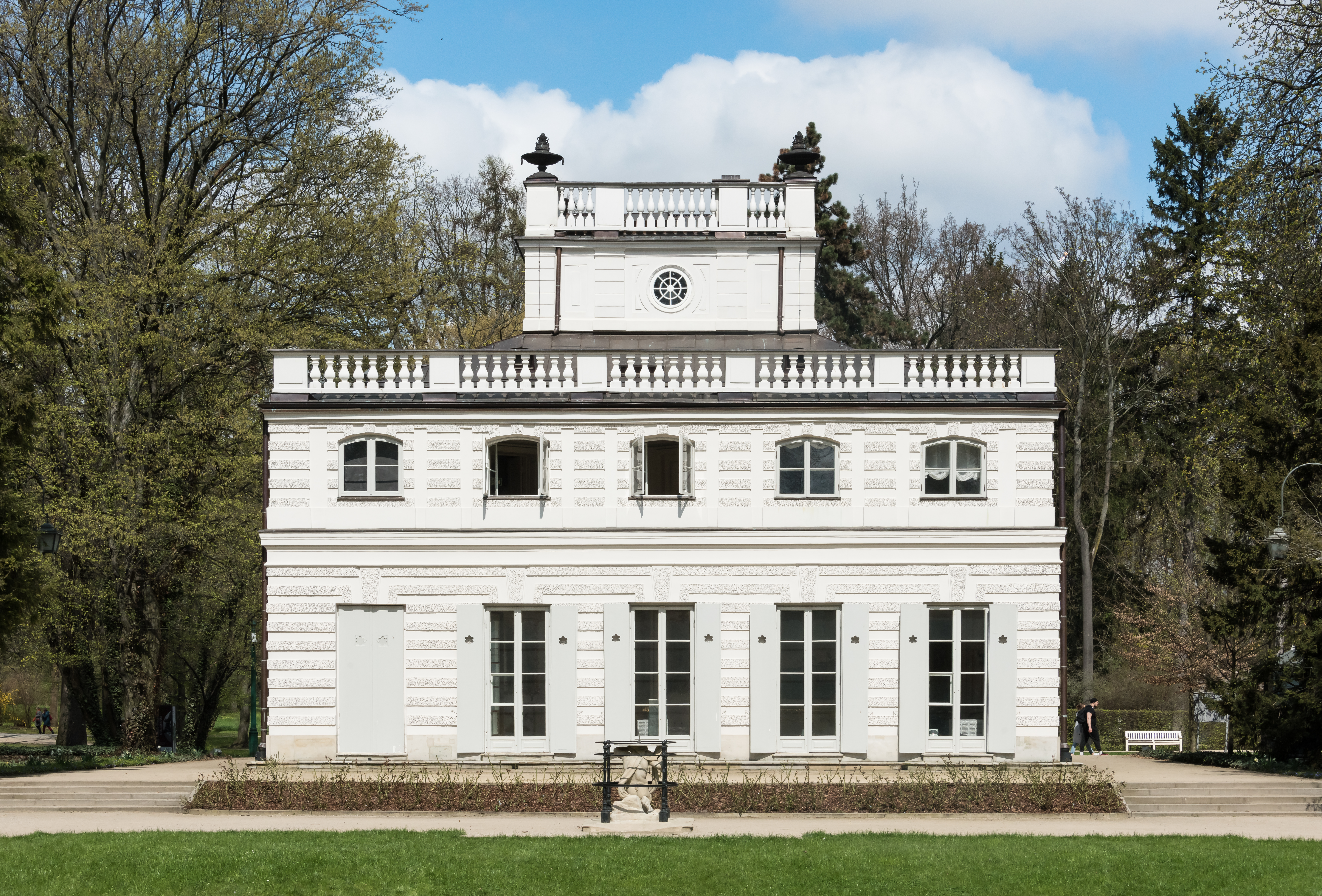
Biały Dom

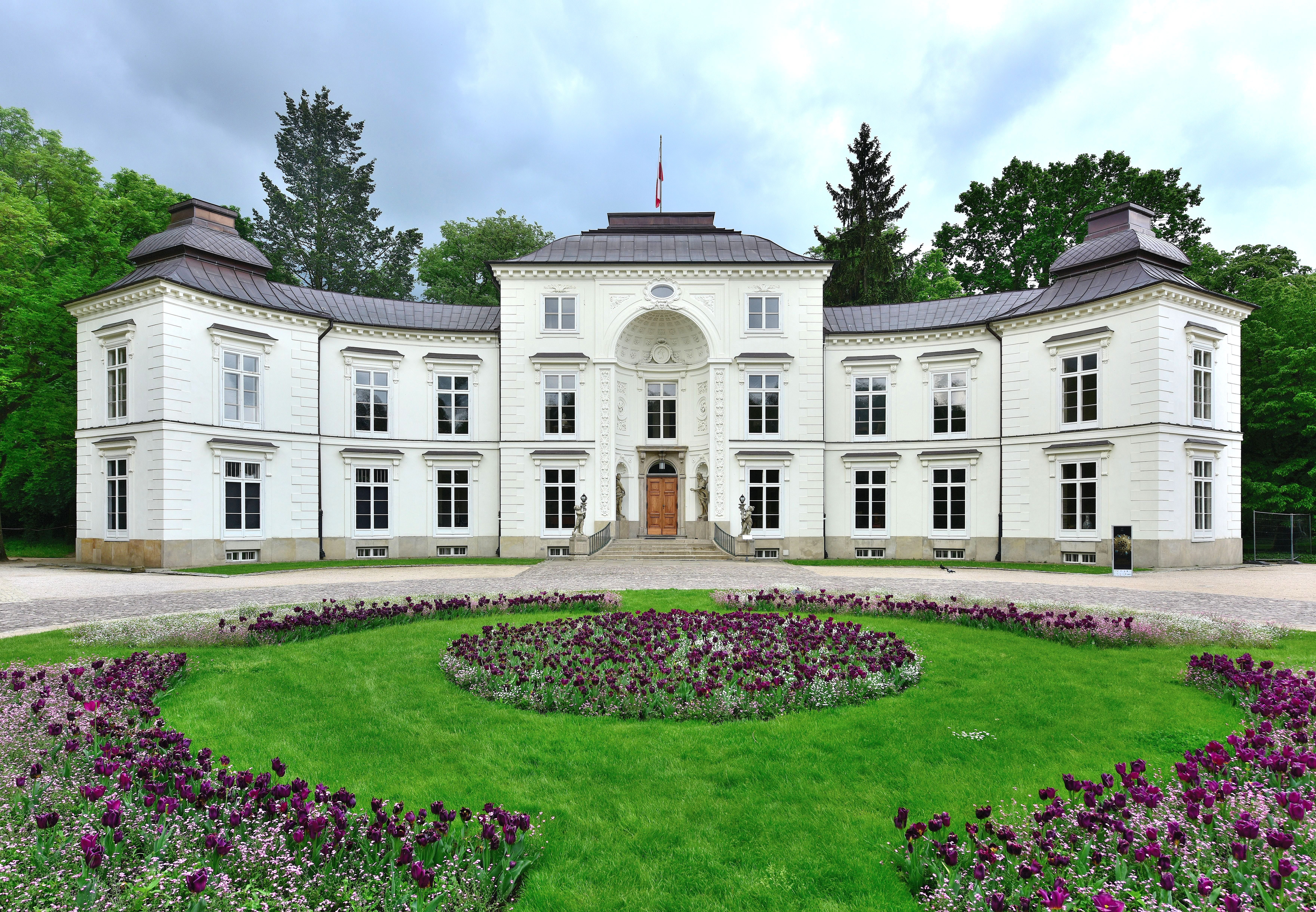
Pałac Myślewicki

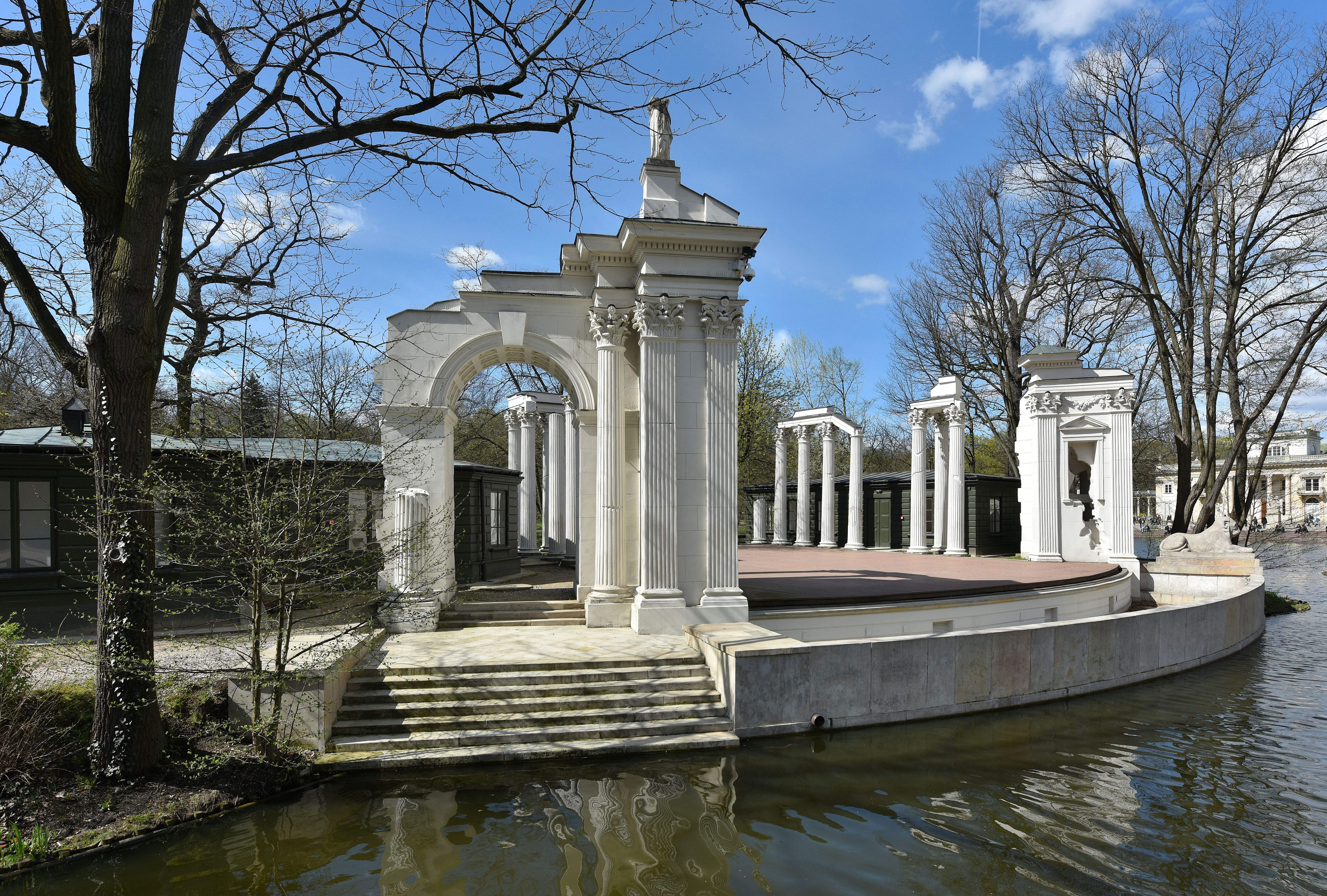
Amfiteatr

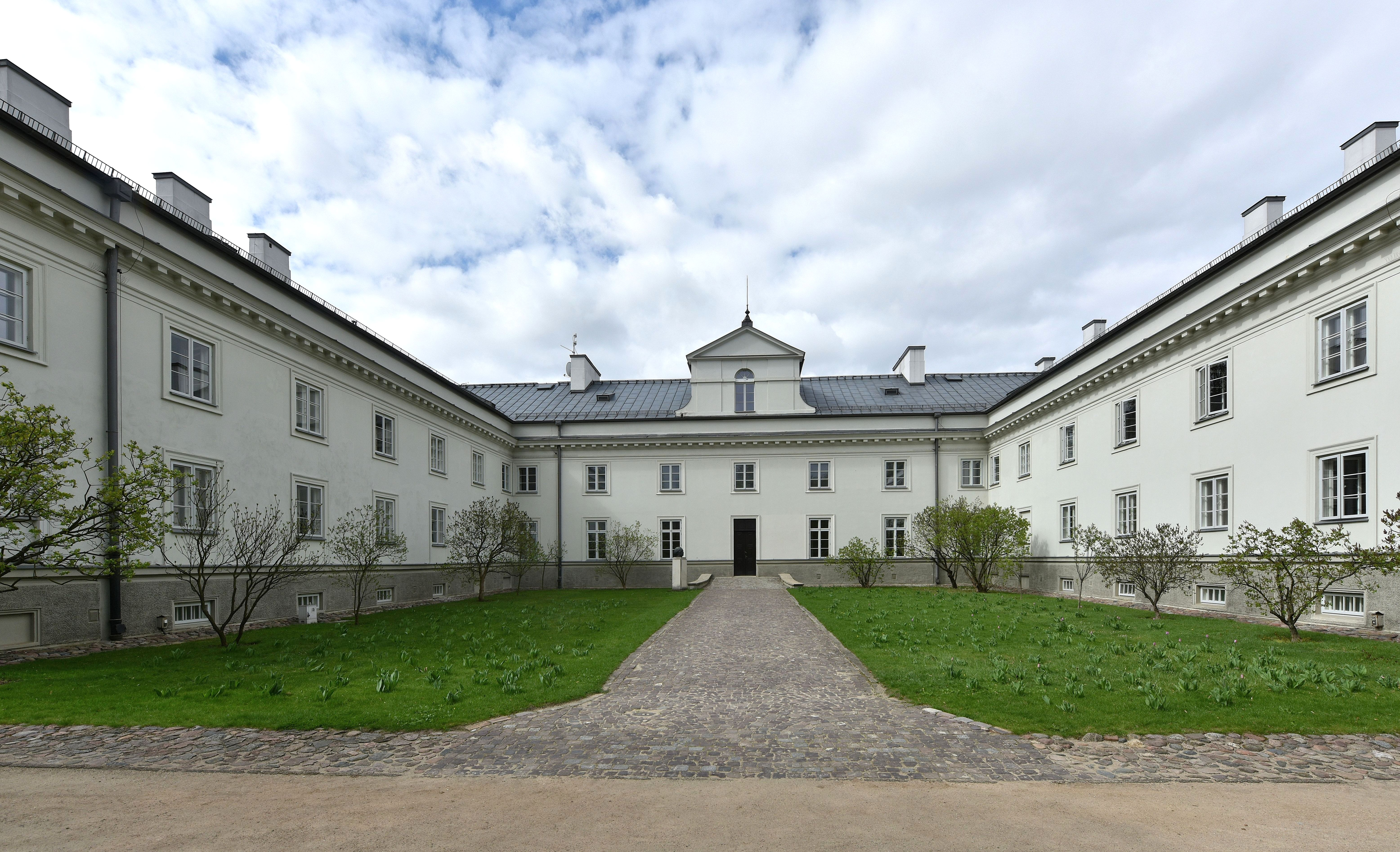
Wielka Oficyna (tzw. Podchorążówka)

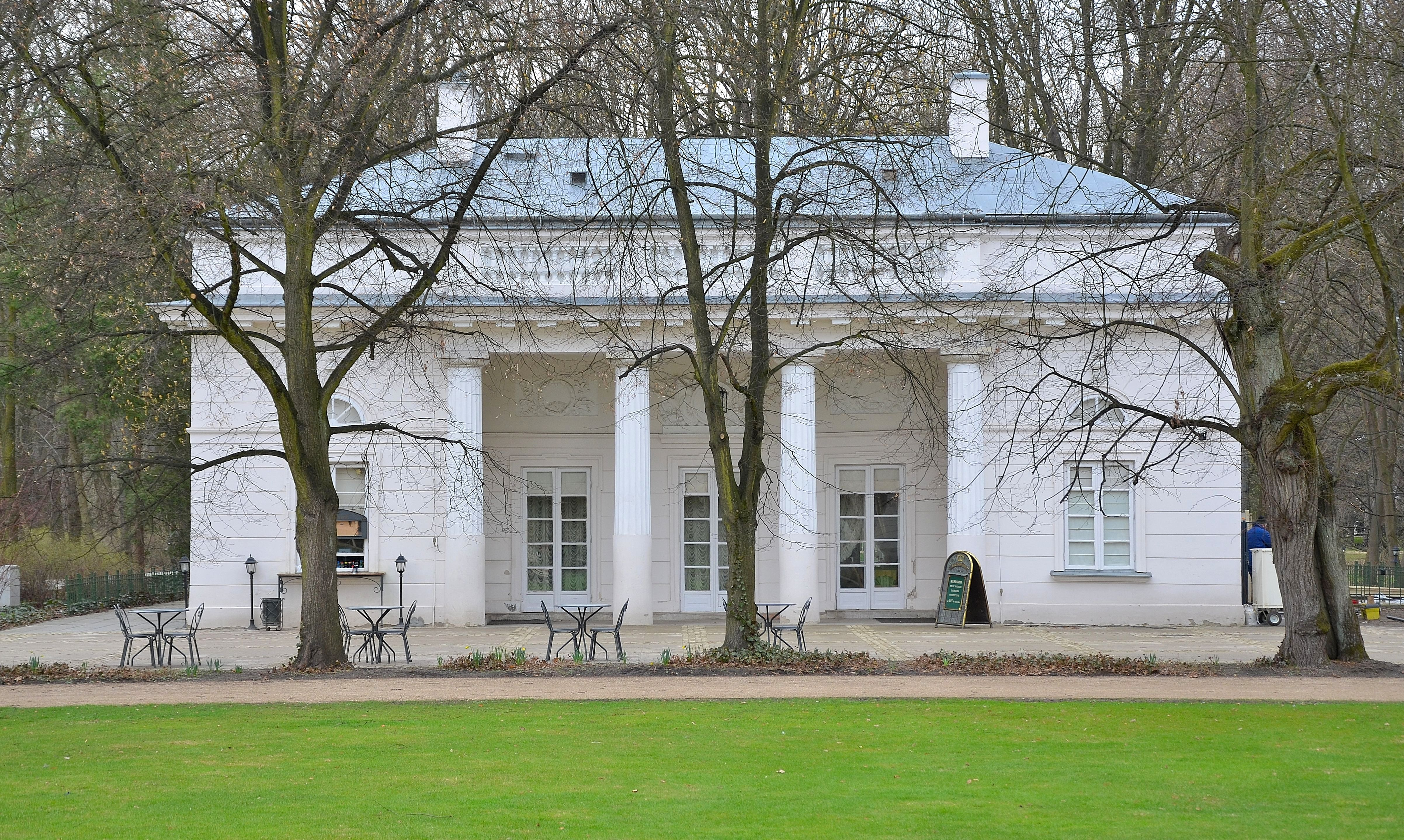
Nowa Kordegarda

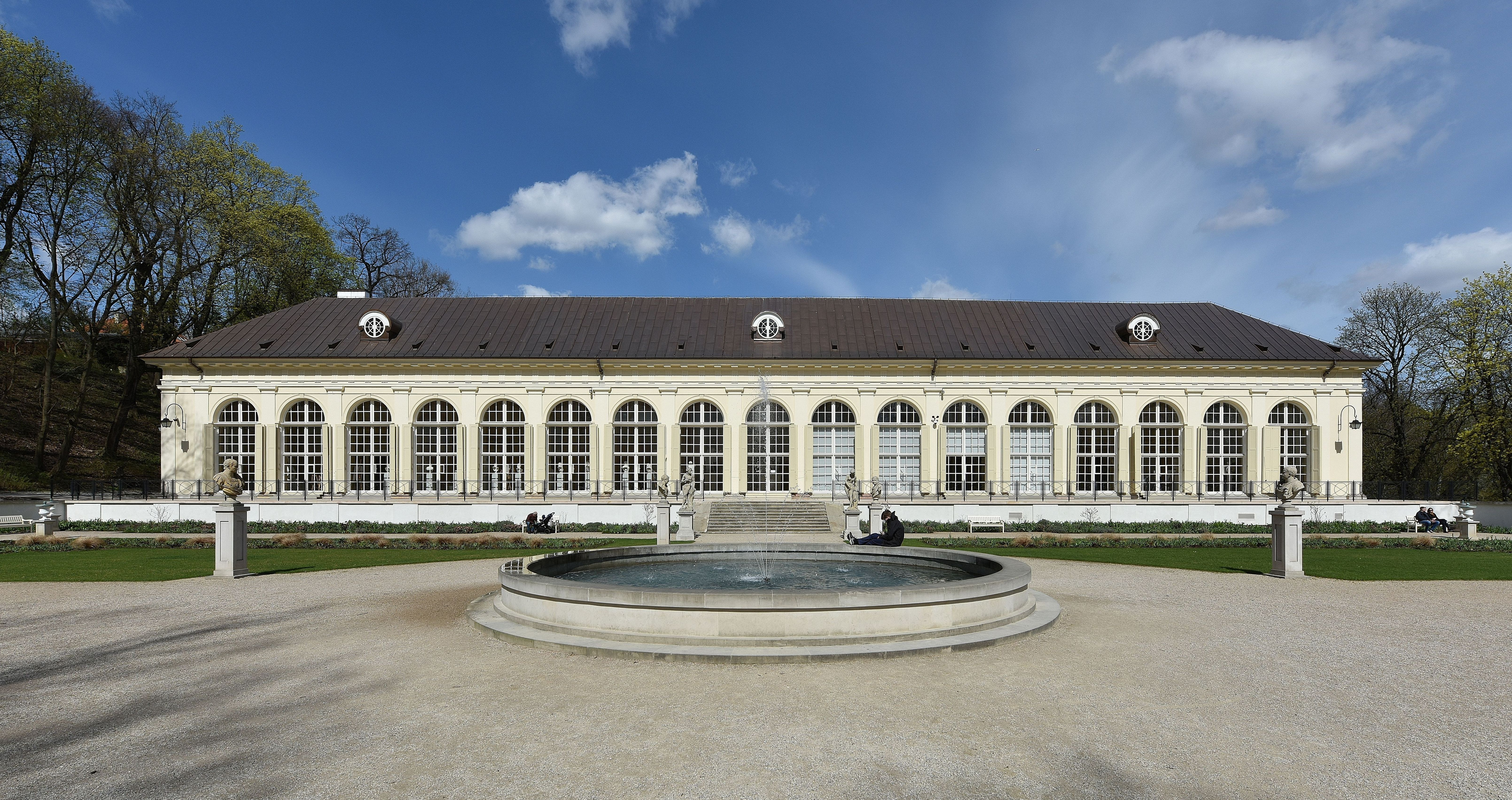
Stara Pomarańczarnia

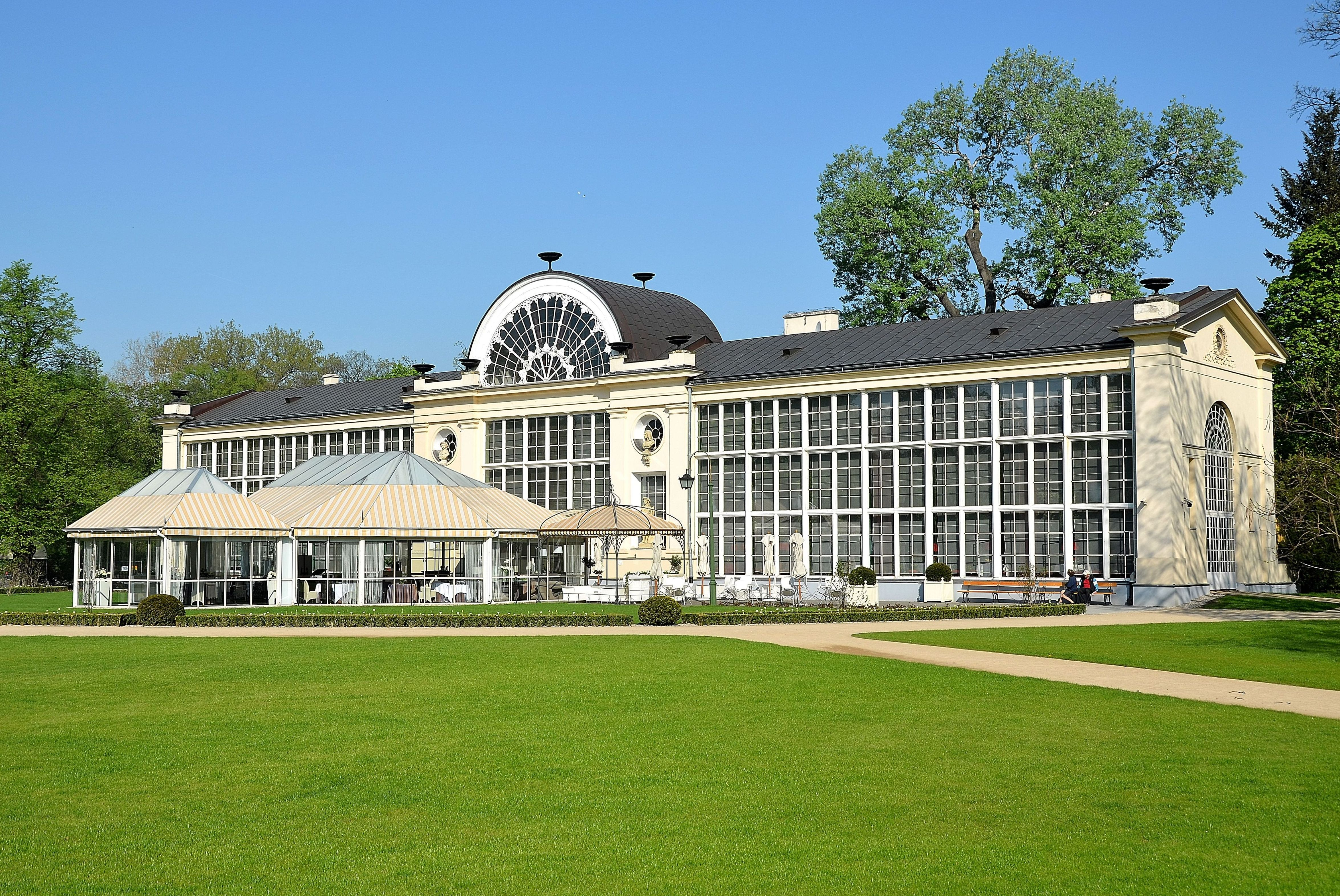
Nowa Pomarańczarnia

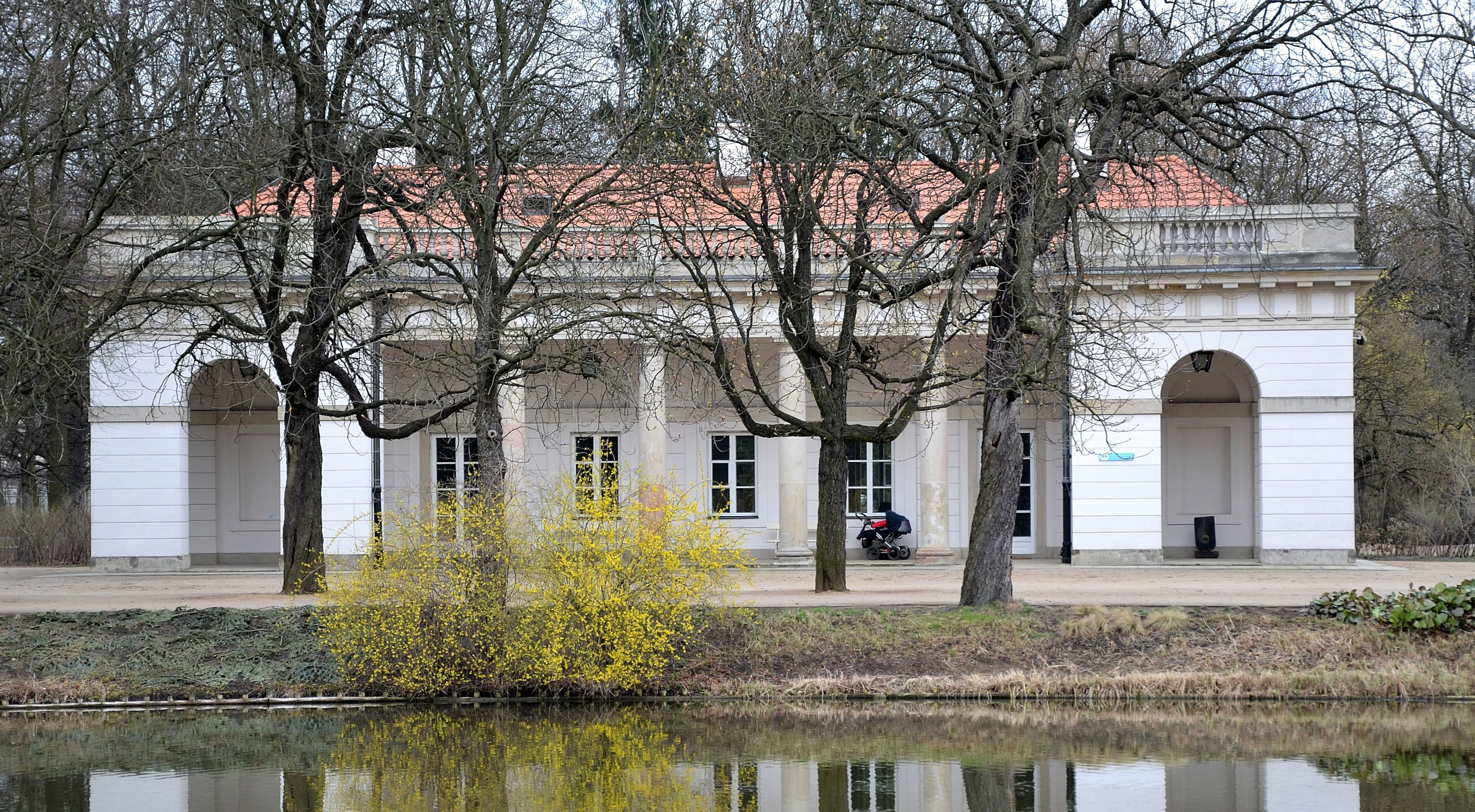
Stara Kordegarda

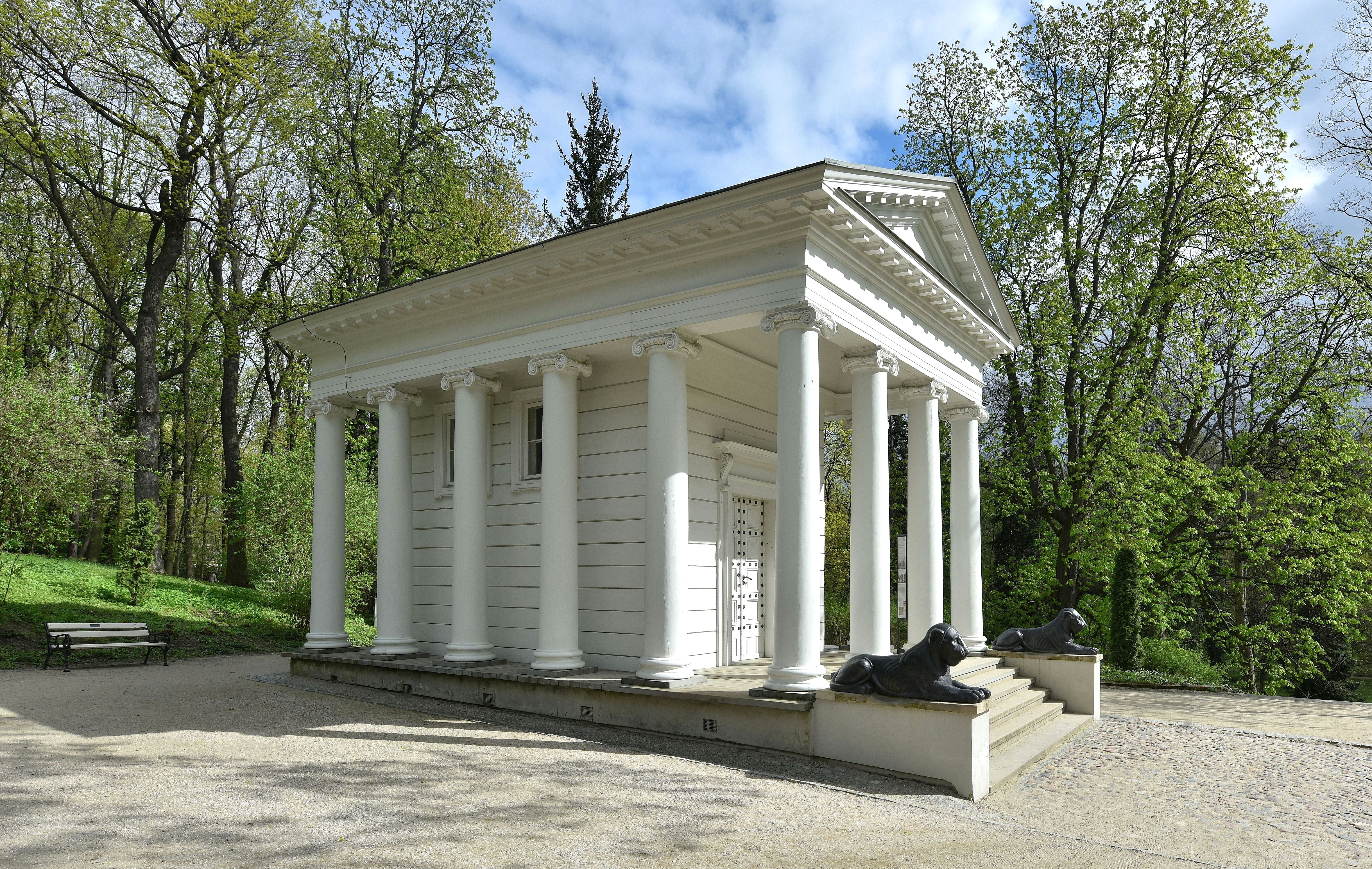
Świątynia Sybilli

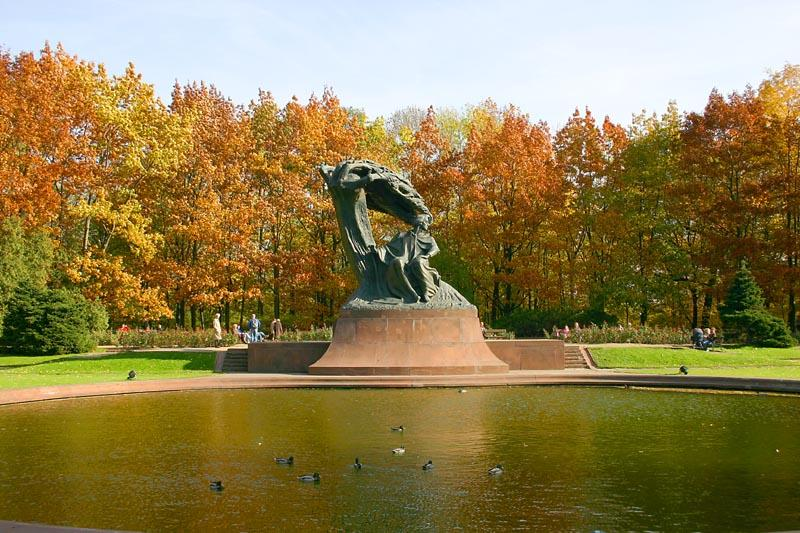
Pomnik Fryderyka Chopina

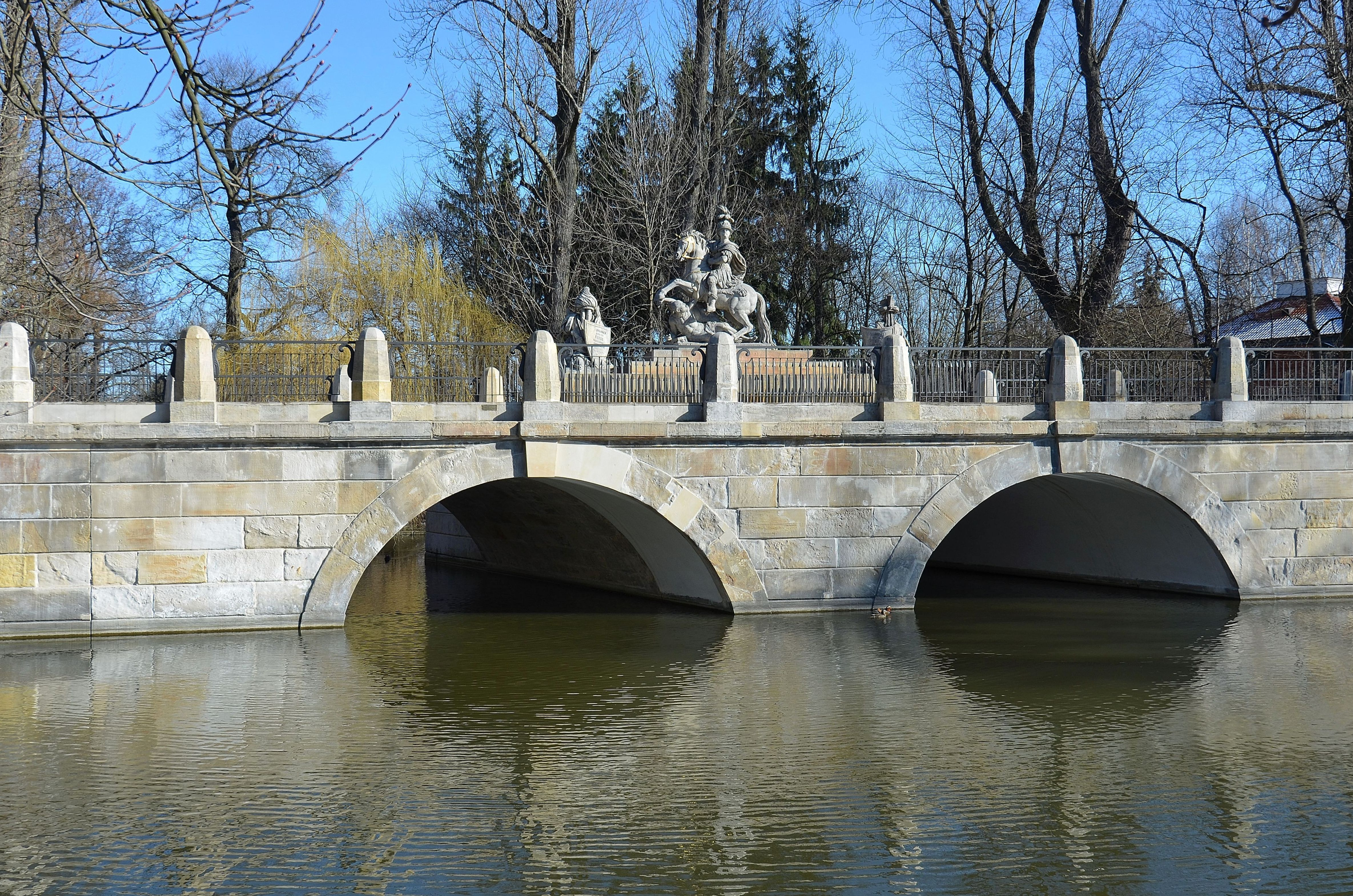
Most i pomnik Jana III Sobieskiego

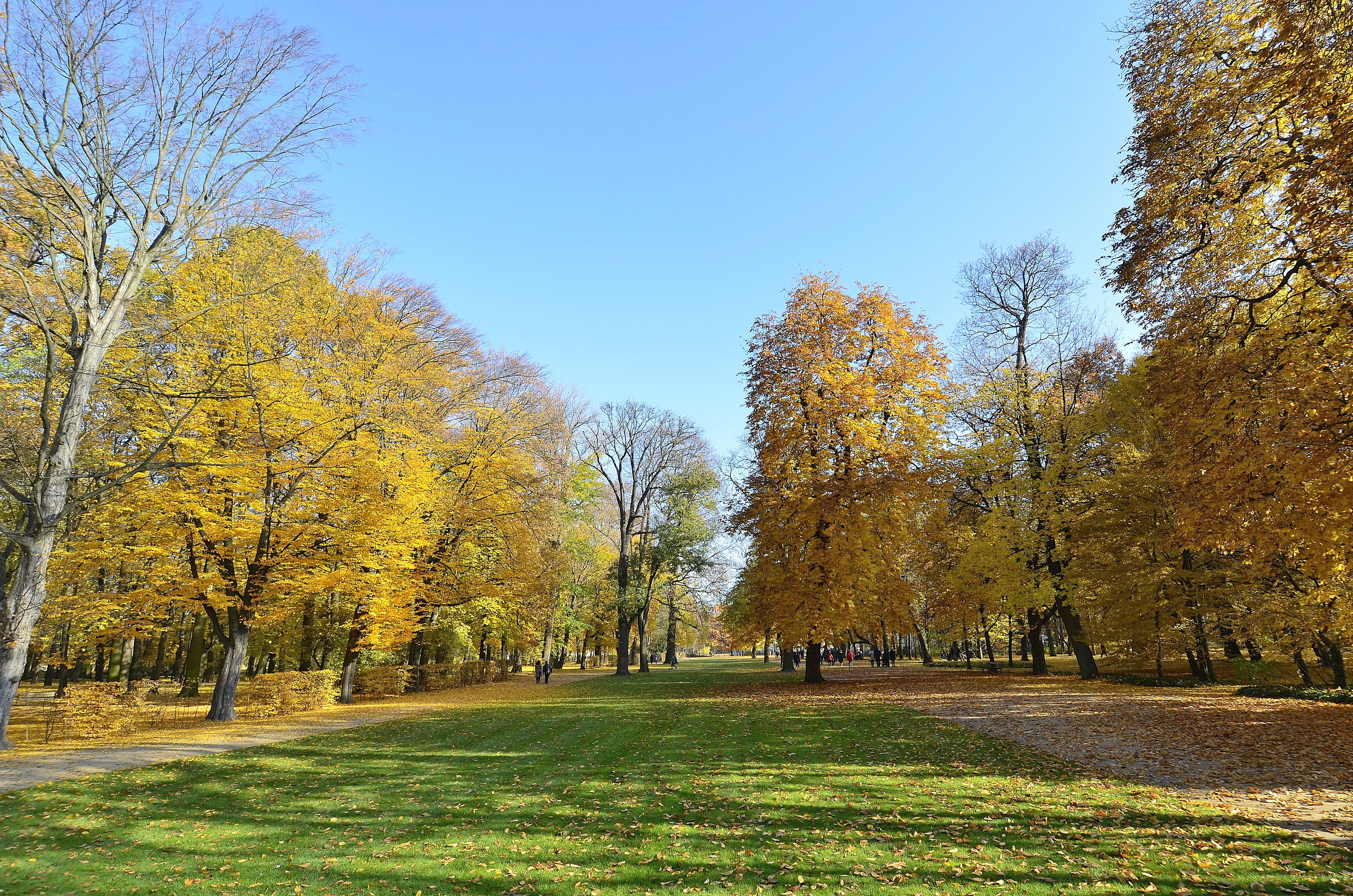
Promenada prowadząca od Białego Domku do pałacu Na Wyspie

Łazienki Królewskie – zespół pałacowo-ogrodowy w Warszawie założony w XVIII wieku przez Stanisława Augusta Poniatowskiego. Od 1960 siedziba Muzeum Łazienki Królewskie w Warszawie.
Nazwa zespołu pochodzi od barokowego pawilonu Łaźni, wzniesionego w latach 80. XVII wieku przez Stanisława Herakliusza Lubomirskiego i przebudowanego przez Stanisława Augusta Poniatowskiego na pałac Na Wyspie. Oprócz budynków, pawilonów oraz wolnostojących rzeźb znajdują się tam cztery ogrody: Królewski, Romantyczny, Modernistyczny oraz Chiński.

## Historia

### Łazienki do 1798
W średniowieczu w miejscu Łazienek znajdował się zwierzyniec służący jako teren polowań książąt mazowieckich. W latach 80. XVII wieku właściciel tego terenu, marszałek wielki koronny Stanisław Herakliusz Lubomirski, zbudował tam dwa pawilony: Ermitaż oraz bogato dekorowany pawilon Łaźni. Obydwa zostały zaprojektowane przez Tylmana z Gameren.
We wrześniu 1764 Ujazdów wraz ze zwierzyńcem został kupiony od Elżbiety (wdowy po Teodorze Lubomirskim) i jej syna Kacpra przez Stanisława Augusta Poniatowskiego (w tamtym czasie jeszcze stolnika litewskiego). Przygotowując się do roli króla, szukał poza miastem miejsca na swoją prywatną rezydencję. Na terenie dawnego zwierzyńca przeprowadzono prace melioracyjne i wykarczowano stare olchy. Jego przekształcanie w letnią rezydencję królewską – krajobrazowy park angielski ozdobiony pawilonami – rozpoczęto w 1774, po zarzuceniu rozpoczętego projektu przebudowy Zamku Ujazdowskiego. Pierwszym budynkiem zbudowanym przez króla w Łazienkach był Biały Dom. W 1784 w miejscu niewielkiej sadzawki powstałej w czasach Lubomirskiego wykopano dwa duże stawy, na północ i południe od przebudowanego z pawilonu Łaźni pałacu Na Wyspie. Staw południowy otrzymał fantazyjną linię brzegową z romantyczną kępą, na której wzniesiono scenę Amfiteatru (drugi teatr na terenie Łazienek powstał w Starej Pomarańczarni). Wszystkie obiekty wzniesione przez króla były utrzymane w stylu klasycyzmu.
Park założono na skarpie warszawskiej: na jej tarasie górnym, zboczu oraz terenie poskarpowym. Miało to duże walory krajobrazowe, stwarzając jednocześnie urozmaicone warunki dla flory i fauny. W różnych częściach parku z jego drzewostanem liściastym i iglastym, z siecią dróg, ścieżek i kanałów, wzniesiono niewielkie budynki ogrodowe zaprojektowane przez nadwornych architektów Stanisława Augusta Poniatowskiego. Pomiędzy Białym Domem a pałacem Na Wyspie urządzono szeroką aleję nazwaną Promenadą, a na jej skrzyżowaniu z Drogą Wilanowską wzniesiono Altanę Chińską. Obszar parku powiększono od strony zachodniej, przenosząc mieszkającą tam ludność do nowej osady – Nowej Wsi.
Stanisław August Poniatowski, którego oficjalną siedzibą był należący do skarbu Rzeczypospolitej Zamek Królewski, przebywał w Łazienkach od końca maja do września. Gościł tam m.in. przedstawicieli innych państw, uczonych i literatów. Król mieszkał w przebudowanym z pawilonu Łaźni pałacu Na Wyspie, rodzina królewska w Białym Domu, wyżsi urzędnicy dworscy w pałacu Myślewickim, a niżsi urzędnicy i służba – w Wielkiej Oficynie. Park był dostępny dla publiczności. 
W 1767 do Łazienek został przyłączony Belweder, w którym w 1768 uruchomiono Królewską Fabrykę Farfurów. W 1784 w zamian za przylegającą do Łazienek część Solca król przekazał magistratowi Starej Warszawy jurydyki Mariensztat i Stanisławów.

### Lata 1798–1918
Po śmierci Stanisława Augusta Poniatowskiego (1798) Łazienki przeszły na własność jego bratanka Józefa Poniatowskiego.
W latach 1801–1805 w Białym Domu mieszkał w okresie letnim przebywający na wygnaniu król Francji Ludwik XVIII.
W 1808 Józef Poniatowski przekazał Belweder za długi Onufremu Kickiemu. Po śmierci księcia (1813) Łazienki stały się własnością jego siostry, Marii Teresy z Poniatowskich Tyszkiewiczowej. Ta w 1817 sprzedała je carowi Aleksandrowi I za 1 mln 80 tys. zł. W 1818 wydzielono z nich północno-zachodnią część ogrodu z przeznaczeniem na Ogród Botaniczny. Po zakupie w tym samym roku przez rząd Królestwa Polskiego Belwederu z przeznaczeniem na siedzibę wielkiego księcia Konstantego, został on ponownie połączony z Łazienkami.
Romanowowie kontynuowali prace w Łazienkach. Wzniesiono m.in. Świątynię Sybilli (ok. 1820), Świątynię Egipską (1822) i Koszary Kantonistów (1826) oraz przebudowano Nową Kordegardę (1830). W latach 1844–1846 w przebudowanym zachodnim pawilonie pałacu Na Wyspie powstała cerkiew św. Aleksandra Newskiego. Do Łazienek przywieziono z Nieborowa zakupioną przez cara Aleksandra II od Zygmunta Radziwiłła kolekcję drzew egzotycznych, na potrzeby której ok. 1870 wzniesiono specjalny pawilon. Jej najważniejszą część stanowił największy w Europie zbiór drzew pomarańczowych (ponad 100 sztuk, z których ok. 70 liczyło 300–400 lat). Pochodzącą z Drezna kolekcję Radziwiłłowie otrzymali od Augusta II Mocnego.
W maju 1849 car Mikołaj podejmował w Łazienkach cesarza Franciszka Józefa. W podpisanym wtedy porozumieniu Rosja zobowiązała się do udzielenia Austrii pomocy wojskowej w celu stłumienia powstania na Węgrzech.
Na podstawie porozumienia magistratu i carskiej administracji należący do Romanowów zespół pałacowo-parkowy Łazienek i Belwederu był udostępniany dla publiczności. W 1891 park Łazienkowski został ogrodzony. Po wybuchu I wojny światowej, w latach 1914–1915, Rosjanie ewakuowali z obiektów w Łazienkach ruchome wyposażenie wnętrz. Pozostawiona w Warszawie nieborowska kolekcja drzew pomarańczowych wymarzła w 1915 w nieogrzewanych pomieszczeniach, a pawilon, w którym się znajdowała, został rozebrany po wojnie.

### II Rzeczpospolita
W okresie II Rzeczypospolitej Łazienki jako dawne mienie carskie przeszły na własność Skarbu Państwa. Wywiezione przez Rosjan ruchome wyposażenie wnętrz zostało zwrócone w 1921 na mocy traktatu ryskiego.
W 1926 w zachodniej części parku, przy Alejach Ujazdowskich, odsłonięto pomnik Fryderyka Chopina.
W 1927 w południowo-wschodniej części Łazienek wybudowano hipodrom z drewnianymi trybunami, uznawany za jeden z najpiękniejszych tego typu obiektów w Europie.

### II wojna światowa
Podczas obrony Warszawy we wrześniu 1939 kolekcje Państwowych Zbiorów Sztuki przewieziono do gmachu Muzeum Narodowego, a na terenie Łazienek stacjonowało wojsko.
W 1940 Łazienki zostały zamknięte przez niemieckie władze okupacyjne dla ludności polskiej. 31 maja 1940 Niemcy wysadzili w powietrze pomnik Chopina. Zlikwidowano jako instytucję Ogród Botaniczny, a jego teren przyłączono do Łazienek, którym nadano niemiecką nazwę Seegarten. Wiele dzieł sztuki zostało wywiezionych do rezydencji Hansa Franka w Krzeszowicach.
Po upadku powstania warszawskiego, w grudniu 1944, Niemcy oblali wnętrza pałacu Na Wyspie benzyną i podpalili je. W ścianach częściowo spalonego budynku nawiercono otwory na dynamit, jednak nie wysadzono go w powietrze. Pożary zniszczyły także Ermitaż i Starą Kordegardę, a pałac Myślewicki, Biały Dom i Nową Pomarańczarnię zdewastowano. Zniszczono rośliny egzotyczne przechowywane w Starej i Nowej Pomarańczarni oraz uszkodzono niektóre rzeźby znajdujące się na terenie ogrodu. Straty w drzewostanie wyniosły ok. 25%.

### Po 1945
Od 1959, od maja do września, pod odbudowanym pomnikiem Fryderyka Chopina zaczęły być organizowane niedzielne koncerty chopinowskie, organizowane przez Towarzystwo im. Fryderyka Chopina i Stołeczną Estradę. Pałac Na Wyspie przekazano Muzeum Narodowemu w Warszawie, natomiast Łazienki jako całość podlegały Pałacowi Kultury i Nauki.
W kwietniu 1960 w Łazienkach utworzono muzeum, będące oddziałem Muzeum Narodowego w Warszawie. Po zakończeniu odbudowy i urządzania wnętrz do zwiedzania udostępniono siedem pierwszych odrestaurowanych sal pałacu Na Wyspie.
W latach 1958–1970 w pałacu Myślewickim odbywały się poufne rozmowy pomiędzy ambasadorami Chińskiej Republiki Ludowej i Stanów Zjednoczonych, których wynikiem było nawiązanie stosunków dyplomatycznych między tymi krajami. W 1995 dotychczasowy oddział Muzeum Narodowego przekształcono w samodzielną placówkę – Muzeum Łazienki Królewskie w Warszawie.
W 1973 park Łazienkowski, administrowany przez zarząd Pałacu Kultury i Nauki, został przekazany pod opiekę Miejskiego Przedsiębiorstwa Robót Ogrodniczych.
W latach 2012–2015 przeprowadzono kapitalny remont pałacu Na Wyspie, a także Amfiteatru i pałacu Myślewickiego oraz ich otoczenia. Z parkowych alejek całkowicie usunięto asfalt zastępując go kostką brukową lub nawierzchnią mineralną. W 2018 do Muzeum Łazienki Królewskie przyłączono Muzeum Łowiectwa i Jeździectwa.
W związku z pandemią COVID-19 w marcu 2020, jeszcze przed wprowadzeniem od 1 kwietnia przez rząd Mateusza Morawieckiego zakazu korzystania z terenów zieleni, park wraz ze wszystkimi obiektami muzeum został zamknięty do odwołania. Został ponownie otwarty po uchyleniu zakazu przez rząd 20 kwietnia 2020.
W lipcu 2024 roku w wyniku niespotykanej od lat nawałnicy ucierpiało ponad 100 drzew w ogrodach Łazienek oraz elementy małej architektury.
Powierzchnia Łazienek Królewskich wynosi ok. 76 ha, w tym powierzchnia wód 4,9 ha. Ogółem znajduje się tam ok. 40 budynków, z czego 10 o bardzo dużej wartości historycznej i artystycznej. Na teren parku prowadzi 10 bram.
Muzeum Łazienki Królewskie jest członkiem Stowarzyszenia Europejskich Rezydencji Królewskich (Association of European Royal Residences).

## Dyrektorzy Muzeum Łazienki Królewskie w Warszawie
- Marek Kwiatkowski (1960–2008)[64]
- Jacek Czeczot-Gawrak (2008)[65]
- Przemysław Nowogórski (2009–2010)[65]
- Tadeusz Zielniewicz (2010–2017)[66]
- Zbigniew Wawer (2017–2022)[67]
- Marianna Otmianowska (od 2023[68], w latach 2022–2023 p.o.[69][70])

## Obiekty architektoniczne na terenie Łazienek Królewskich

### Obiekty projektowane przez Tylmana z Gameren
- Ermitaż (1683), przebudowany w 1777 przez Dominika Merliniego
- Budynek Łaźni (Hippokrene) dla Stanisława Herakliusza Lubomirskiego, obecnie część pałacu Na Wyspie (1680–1690)

### Obiekty projektowane przez Dominika Merliniego
- Biały Dom (1774–1776)
- Pałac Myślewicki (1775–1779)
- Wodozbiór (1777–1778)
- Ermitaż (po pożarze w 1777)
- Nowa Kordegarda (1779–1780)
- Stara Pomarańczarnia (1786–1788)
- Pałac Na Wyspie (rozbudowa w latach 1788–1793, razem z Janem Chrystianem Kamsetzerem)

### Obiekty projektowane przez Jana Christiana Kamsetzera
- Pałac Na Wyspie (rozbudowa w latach 1788–1793 razem z Dominikiem Merlinim)
- Stara Kordegarda (1791–1792)
- Amfiteatr (1786, przebudowany w 1790)
- Obudowa źródła (przy bramie od strony ul. Agrykola)

### Obiekty projektowane przez Wilhelma Henryka Mintera
- Wielka Oficyna (tzw. Podchorążówka, przebudowa, 1815)
- Koszary Kantonistów (Koszary Inwalidów, Domek Ogrodnika), mieszczące Muzeum Łowiectwa i Jeździectwa (1826–1829)

### Obiekty projektowane przez Jakuba Kubickiego
- Belweder w Warszawie (przebudowa 1818–1822)
- Świątynia Sybilli (ok. 1820)
- Świątynia Egipska (prawdopodobnie 1819–1822)
- Staw Belwederski (prawdopodobnie 1819–1822)
- Maneż w obrębie Belwederu (1823–1824)
- Stajnie Kubickiego (1825–1826)
- Nowa Kordegarda (1830).

### Obiekty projektowane przez Adama Adolfa Loewego i Józefa Orłowskiego
- Nowa Pomarańczarnia, zwana również Nową Oranżerią (1860)

### Obiekty innych architektów
- Dom Narutowicza (prawdopodobnie Andrzej Gołoński, ok. 1830)
- Oberża (tzw. Nowa Austeria, lata 70. XVIII wieku, przebudowana w 1864, architekt nieznany)
- Oranżeria Gotycka
- Klub Cavallo
- Nowa Palmiarnia[71]

## Ogrody
- Ogród Królewski z XVIII wieku[72]
- Ogród Romantyczny z XIX wieku[73]
- Ogród Modernistyczny z XX wieku[74]
- Ogród Chiński[75]

W 2015 przed Starą Pomarańczarnią powstał niewielki Ogród Holenderski.

## Pomniki i rzeźby
- Pomnik Fryderyka Chopina
- Pomnik Jana III Sobieskiego
- Pomnik Henryka Sienkiewicza
- Popiersie Piotra Wysockiego

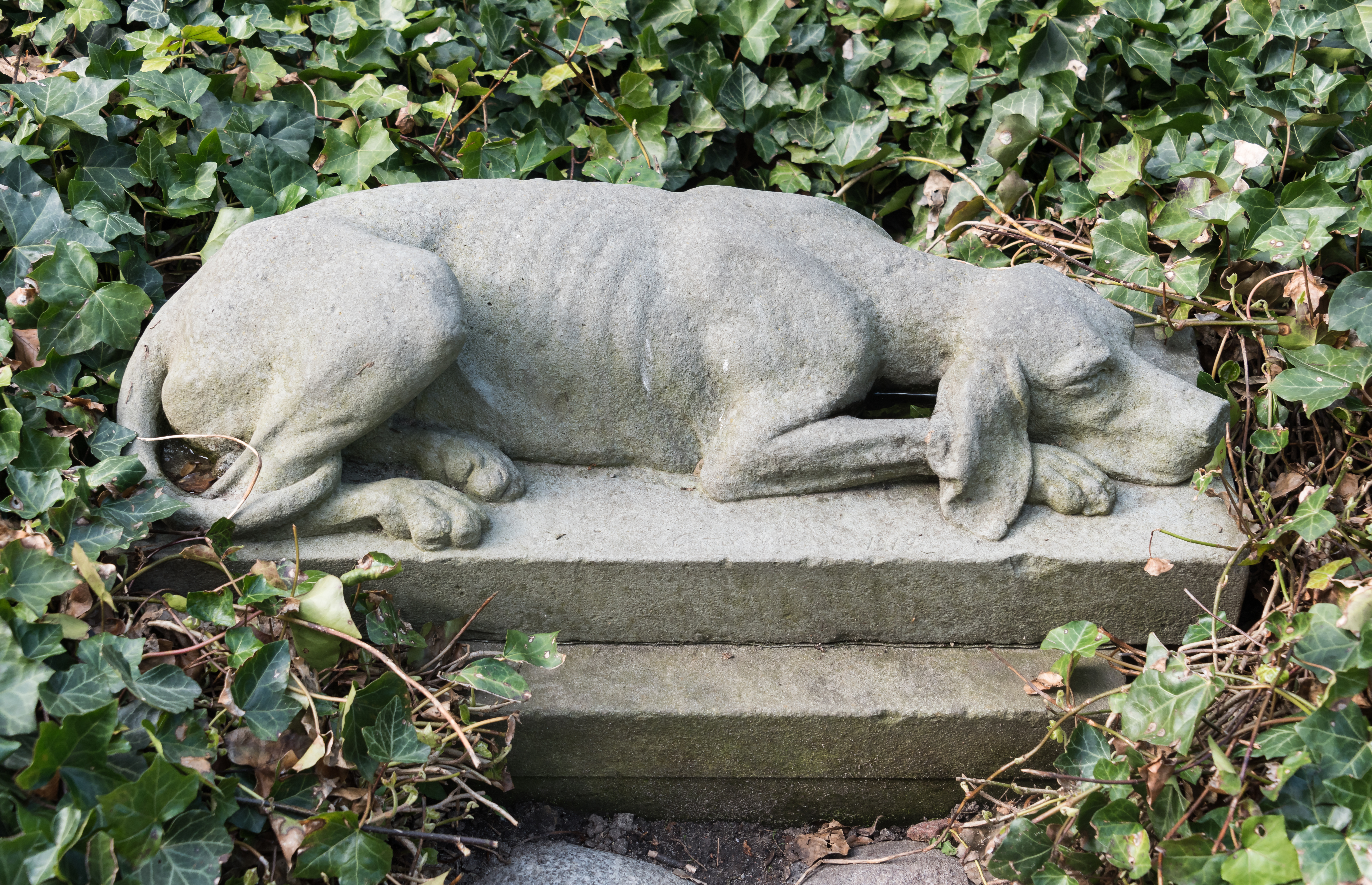
Rzeźba psa Asa

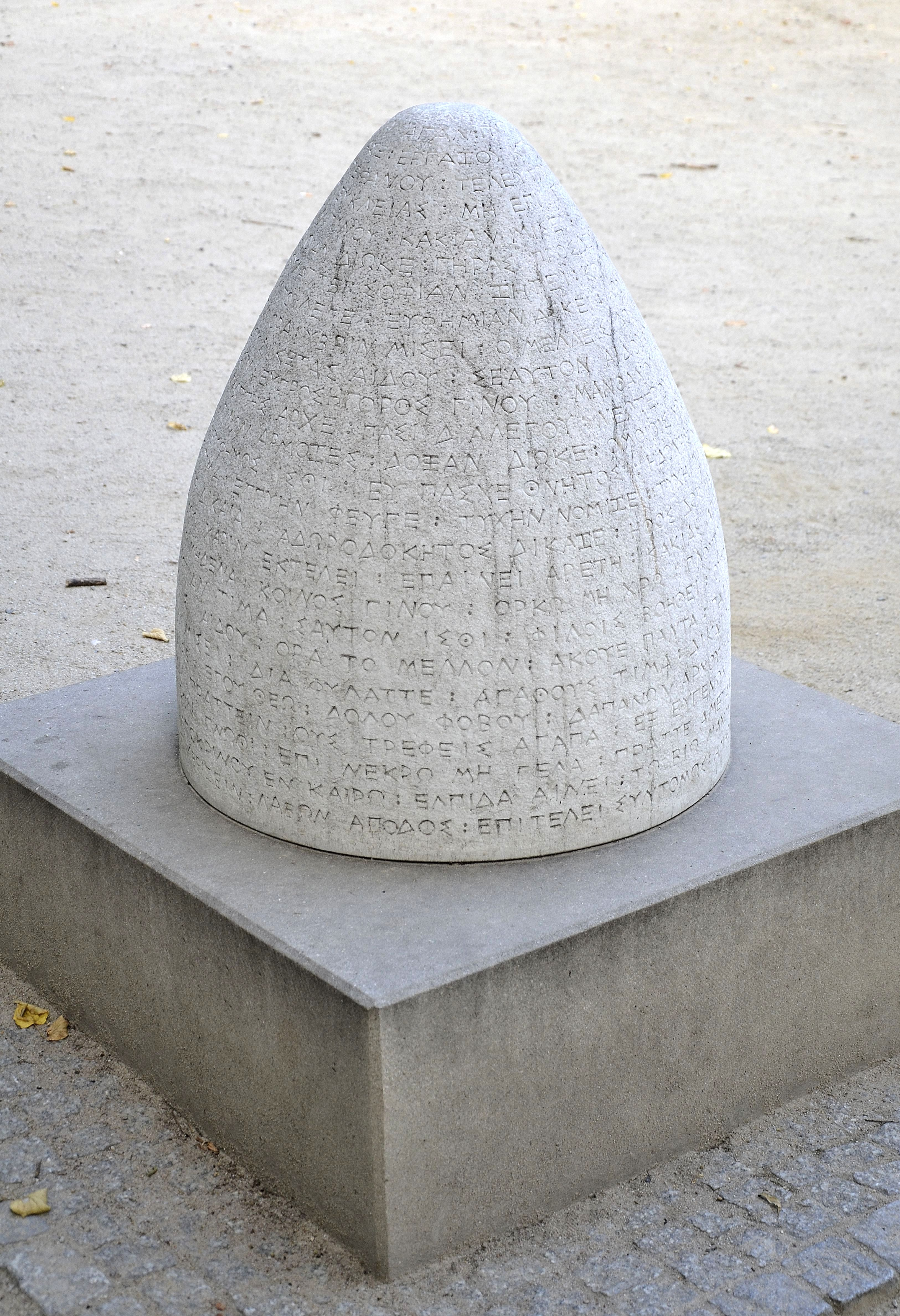
Omfalos

- Rzeźba Jutrzenka Zofii Trzcińskiej-Kamińskiej
- Popiersie Stanisława Augusta Poniatowskiego (odlew rzeźby André Le Bruna, od 2013 przy Białym Domu)
- Popiersie Maurycego Mochnackiego (przy Świątyni Egipskiej)
- Popiersie Aleksandra Kamińskiego (przy Świątyni Egipskiej)
- Pomnik Cypriana Kamila Norwida (w pobliżu Oranżerii Gotyckiej)
- Rzeźba Tankreda i Kloryndy (w pobliżu Amfiteatru)
- Popiersie Eugeniusza Kwiatkowskiego (przed pałacem Myślewickim)
- Pomnik Bolesława Wieniawy-Długoszowskiego (przed pałacem Myślewickim)
- Popiersie Jana Kozietulskiego (Stanisław Jackowski, za pałacem Myślewickim)
- Posąg Herkulesa (na północ od Białego Domku)
- Popiersie Ignacego Jana Paderewskiego (przy Podchorążówce)
- Popiersie Stanisława Wyspiańskiego (w pobliżu Amfiteatru)
- Popiersie Józefa Bema (w pobliżu Muzeum Łowiectwa i Jeździectwa)
- Rzeźba Psa Asa (przy Starej Pomarańczarni)

## Inne obiekty i upamiętnienia
- Kolumna z datą 1262 upamiętniająca gród jazdowski (od strony Ogrodu Botanicznego)
- Kamienny kartusz z herbem Stanisława Augusta Poniatowskiego
- Cztery zegary słoneczne
- Głaz Jastrzębowskiego (pierwszy objęty ochroną głaz narzutowy w Warszawie)[77]
- Omphalos (przy Świątyni Sybilli)
- Tablica upamiętniająca miejsce złożenia prochów Stanisława Augusta Poniatowskiego

## Obiekty nieistniejące
- Cerkiew św. Aleksandra Newskiego (1846, Andrzej Gołoński)
- Dom Turecki (1787, Jan Christian Kamsetzer, budynek rozebrany w połowie XIX wieku)
- Domek Magdeburski – przeniesiony z Magdeburga dom, w którym w czasie I wojny światowej osadzono Józefa Piłsudskiego (rozebrany po II wojnie światowej)[78][79]